# Karatchaïs
Les Karatchaïs (en karatchaï-balkar : къарачайлыла, qaraçaylıla; таулула, tawlula) sont un peuple turc du Caucase du nord ou Ciscaucasie, habitant principalement la république russe de Karatchaïévo-Tcherkessie.

## Histoire
- Karatchaïs

Carte ethnique du Caucase
Karatchaïs

Les Karatchaïs descendent des populations Alaine. Selon l'explorateur hongrois Jean-Charles de Besse, ils descendaient des tribus magyares installés dans le Caucase. Le royaume d'Alanie constitué au Moyen Âge avait sa capitale à Maghas, que certains auteurs situent à Arkhyz, dans les montagnes habitées actuellement par les Karatchaïs. Au XIVe siècle, l'Alanie fut détruite par Tamerlan, et sa population décimée se dispersa dans les montagnes. Le raid de Tamerlan introduisit simultanément l'Islam parmi les peuples locaux.
En 1828, l'armée russe annexa formellement les territoires Karatchaïs après une bataille de 12 heures au mont Khasauk. Après la défaite, le prince Karachaï Islam Krymshamhalov a été contraint d'accepter la citoyenneté de l'Empire russe. Dans la période 1831 - 1860, les Karatchaïs se joignirent aux insurrections sanglantes anti-russes menées par les peuples caucasiens. En 1861 - 1880, de nombreux Karatchaïs émigrèrent dans l'Empire ottoman, afin d'échapper à la répression exercée par l'armée russe.
Lors de la Seconde Guerre mondiale, l'armée nazie occupa la région des Karatchaïs (1942). Staline déportera ces derniers dans les steppes désertiques du Kazakhstan et de Kirghizie. En 1957, durant la période khrouchtchevienne, ils purent réintégrer leur patrie historique, après un exil de 14 ans.

## Langue
Les Karachaïs parlent Karachaï-Balkar, lié aux langues turques[Quoi ?]. De toutes les langues turques vivantes, les plus proches sont le tatar de Kumyk et de Crimée, et des langues turques mortes est la langue du monument écrit du XIVe siècle, le code de Kumanikus. Écriture sur la base graphique de l'alphabet cyrillique (depuis 1937). Au départ, l'écriture latine était utilisée.